# 크리스털 로
크리스털 로(Crystal Lowe, 1981년 1월 20일 ~ )는 캐나다의 배우이다.

## 출연 작품
- 원더 - 줄리안의 엄마 역
- 데드 캠프 2 - 엘레나 역